# Vachères-en-Quint
Vachères-en-Quint è un comune francese di 31 abitanti situato nel dipartimento della Drôme della regione dell'Alvernia-Rodano-Alpi.

## Società

### Evoluzione demografica
Abitanti censiti